# Manhattanhenge

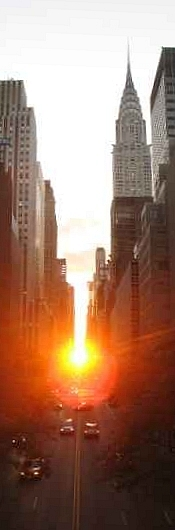
Manhattanhenge, com es veu mirant a l'oest al llarg del 42nd Street a les 8:23 p.m. (posta de sol) el 13 de juliol de 2006.

Manhattanhenge – també anomenat el Solstici de Manhattan – és un esdeveniment que ocorre dues vegades a l'any, durant el qual el sol en l'hora de l'ocàs s'alinea en direcció est-oest amb els carrers del traçat urbà principal en el municipi de Manhattan, Nova York. El neologisme es deriva de Stonehenge, on el Sol s'alinea amb les pedres en els solsticis provocant un efecte similar. La paraula va ser popularitzada en 2002 per Neil deGrasse Tyson, un astrofísic del Museu Americà d'Història Natural. El terme s'aplica a aquells carrers que segueixen el Pla dels Comissaris de 1811, que es troben desfasats 29 graus realment amb est-oest.
Les dates en les quals ocorre Manhattanhenge són al voltant del 28 de maig i el 12 o 13 de juliol – espaiades al voltant de la data del solstici d'estiu. En 2011, Manhattanhenge va tenir lloc el 31 de maig a les 20:17, i el 12 de juliol (Sol complet) i el 13 de juliol (mig Sol), en ambdues oportunitats a les 20:25. En 2012, l'esdeveniment va tenir lloc el 29 de maig a les 20:17; el 12 de juliol a les 20:25 (mig Sol); el 30 de maig a les 20:16 i l'11 de juliol a les 20:24 (Sol complet).
Els dos matins corresponents a la sortida del Sol just al centre del traçat dels carrers de Manhattan és aproximadament el 5 de desembre i el 8 de gener – espaiades al voltant de la data del solstici d'hivern. Així com amb els solsticis i els equinoccis, les dates varien una mica cada any.

## Ocurrències
| Data                 | Temps     | Tipus       |
| -------------------- | --------- | ----------- |
| 31 de maig de 2011   | 8:17 p.m. | Sol complet |
| 12 de juliol de 2011 | 8:25 p.m. | Sol complet |
| 13 de juliol de 2011 | 8:25 p.m. | Mig sol     |
| 29 de maig de 2012   | 8:17 p.m. | Mig sol     |
| 30 de maig de 2012   | 8:16 p.m. | Sol complet |
| 11 de juliol de 2012 | 8:24 p.m. | Sol complet |
| 12 de juliol de 2012 | 8:25 p.m. | Mig sol     |
| 28 de maig de 2013   | 8:16 p.m. | Mig sol     |
| 29 de maig de 2013   | 8:15 p.m. | Sol complet |
| 12 de juliol de 2013 | 8:23 p.m. | Sol complet |
| 13 de juliol de 2013 | 8:24 p.m. | Mig sol     |

## Fenòmens relacionats
El mateix fenomen també ocorre en altres ciutats amb un traçat urbà uniforme. Aquests esdeveniments poden coincidir amb l'equinocci vernal o tardorenc solament si el traçat dels carrers es troba distribuït de forma precisa amb la direcció nord-sud i est-oest, i alineat perfectament amb el nord veritable no amb el nord magnètic. La situació a Baltimore, Maryland és bastant similar, amb el Sol de l'albada del 25 de març i 18 de setembre i l'ocàs del 12 de març i el 29 de setembre. A Chicago, Illinois, el sol durant l'ocàs s'alinea amb el traçat urbà el 25 de setembre, un fenomen conegut de forma similar, com Chicagohenge. A Toronto, Canadà, el sol durant l'ocàs s'alinea amb els carrers en direcció est-oest el 25 d'octubre i el 16 de febrer, un fenomen conegut localment com a Torontohenge. A Montreal, també hi hauria un Montrealhenge cada 12 de juliol. A Barcelona, el Paral·lel i la carretera de Sants transcorre per l'eix oest-est, per la qual cosa el sol és visible en la sortida i la posta en els dos equinoccis de l'any.

## En la cultura popular
- El fenomen Manhattanhenge va ser part de l'episodi de CSI: NY emès el 25 de novembre de 2009.[9]
- L'escena final de la pel·lícula de 2010 Morning Glory on Mike Pomeroy, protagonitzat per Harrison Ford, i Becky Fuller, protagonitzada per Rachel McAdams, van caminant a través de la posta del sol del Manhattanhenge.